# 聖若瑟勞工主保堂
聖若瑟勞工主保堂 （Igreja De S. José Operário）是澳門一座天主教教堂，位於祐漢長壽大馬路與看臺街交界處。周圍地區為一準堂區，在花地瑪堂區之下。始建於1998年11月29日由林家駿主教啟用。

## 準堂區歷史
聖若瑟勞工主保堂為祐漢準堂區的聖堂，始建於1996年，經過兩年的建築期及接近20年的策劃，終於在澳門回歸前的1998年11月29日落成啟用，並交給金邦尼傳教會管理，於1999年5月1日，由澳門主教林家駿祝聖及主持奉獻典禮。
聖堂以約二千五百萬澳門元建成，全數款項皆是教友的奉獻。策劃過程之中，為了開源節流，多位神父更要身兼數職，而當時林主教更沒有秘書替他打字，辦公室裡的工作亦要親力親為。
2000年3月10日，成立準堂區。於2007年期間，聖堂進行復修工程，並於該年五．一堂慶日，由澳門主教黎鴻昇為聖堂復修完竣主持揭幕。

## 建築風格
聖堂外形像兩隻向著中國張開的手臂，象徵歡迎廣大中國群眾來探訪和認識基督。而林主教更說，聖堂對開的一幅草地，直通海邊，遠眺中國大陸，就像一條跑道。所以林主教特意將聖堂建設得像要飛向中國，以及整個遠東的沿海地區，寓意澳門教區的傳教方向是指向遠東區，向遠東區起飛！
復修工程後於外壁的新聖若瑟畫像，是澳門一位意大利藝術家的畫作，再由內地師傅鑲嵌，亦於同一天，由黎主教為其祝聖。
聖堂所在土地平面呈扇形。樓高兩層，地下為禮堂、會議室、小堂和四間課室等。二樓為聖堂，可容納四百多人，並附設祭衣房、圖書室和辦公室。後座為司鐸寓所，外掛一鐘。
聖堂內的祭台是中殿的焦點所在。據聖堂的設計者葡萄牙建築師 Luis Nagy 說道，聖堂是教友聚集朝拜天主的地方，所以 Luis 將聖堂的內部設計得像人的身體── 頭：主祭的座位，心：祭台，口：讀經台，手腳：教友；代表了基督的整個身體。而外部設計得像兩隻張開的手，歡迎教友進入聖堂的模樣。 內部的側牆上掛著十四幅具東方色彩從亞巴郎到聖神降臨的救恩史畫像，是由意大利畫家Giuseppe Francavilla所畫，以「救世奧蹟」為題的拜占庭式壁畫，就像基督伸出雙手，環抱世界一樣。祭台面向中國珠海方向，象徵歡迎中國人探訪和認識耶穌基督。

## 準堂區主保

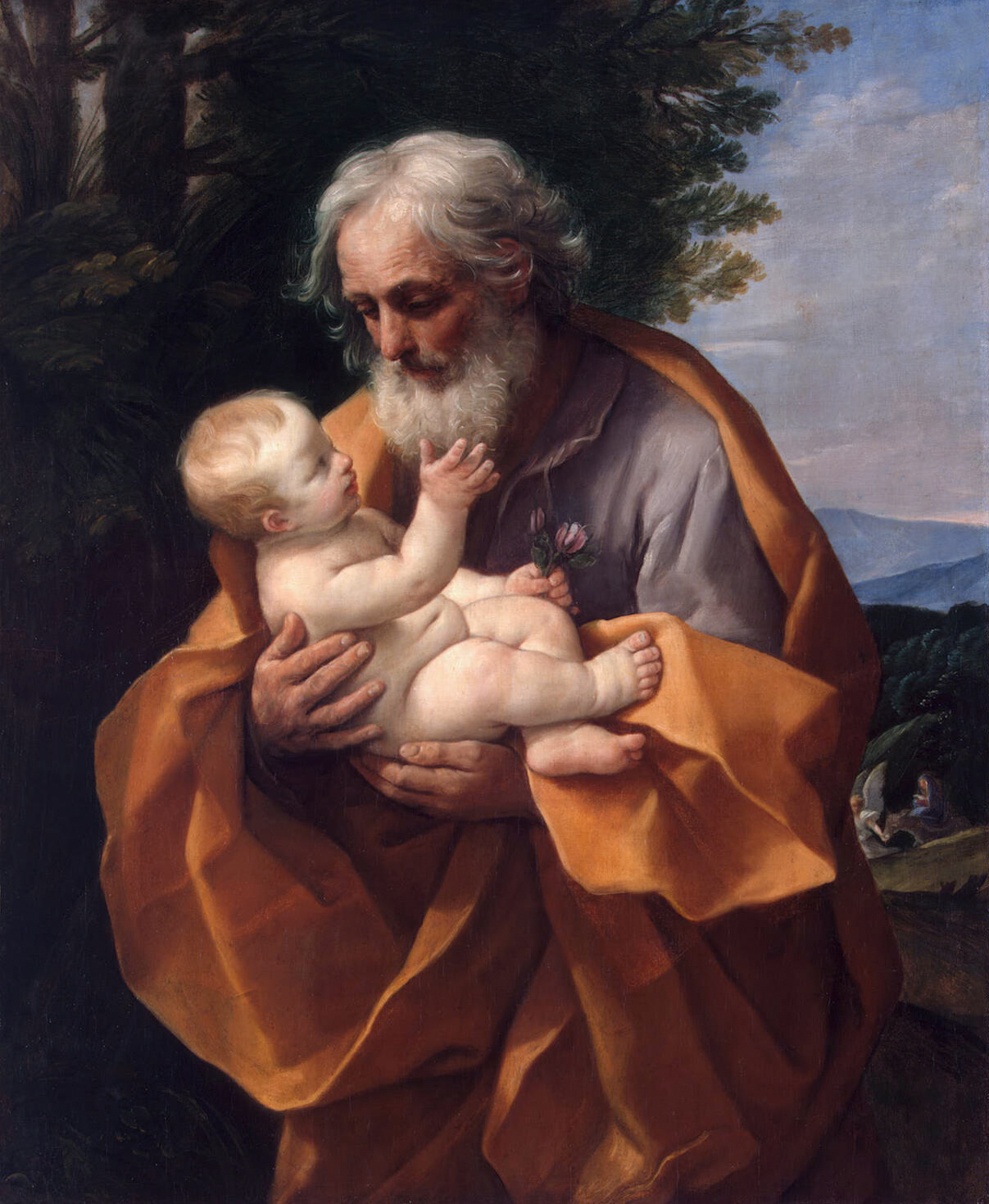
大聖若瑟

大聖若瑟（英語：St Joseph）為全天主教教會的主保及中國主保，慶節於3月19日；又被封為全球勞工主保，慶典在每年5月1日勞動節。1955年教宗碧岳第十二定5月1日為「聖若瑟勞工主保節」，因為許多國家在5月1日慶祝勞動節，教宗以教會的慶節予以聖化，強調勞工的尊嚴。1956年又加上了「聖母淨配」名銜。由於祐漢為一基層社區，而大多數居民近三十年才自中國大陸來澳定居，故以中國教會和勞工的主保聖若瑟為本堂之主保。

## 彌撒及禮儀時間

### 彌撒
- 主日彌撒：上午9：30(粵語)
- 下午5：30(英語)、8：30 (普通話)
- 平日彌撒：星期二至六上午7：30(粵語)